# Egila de Orense
Para otros personajes de nombre similar, véase Egila.
Egila fue obispo de Orense a finales del siglo X.
La única noticia histórica acerca de este prelado aparece en la Crónica de Sampiro, que menciona su presencia junto al rey Alfonso III de Asturias en la consagración de la catedral de Santiago de Compostela y en el concilio de Oviedo celebrado al año siguiente, en el que se declaró a Oviedo como metrópoli de la provincia eclesiástica; no está clara la fecha exacta de estos hechos, que algunos autores sitúan en el año 899 y otros en el 872.